# Punta Wendell
Punta Wendell ist eine Landspitze der Anvers-Insel im Palmer-Archipel westlich der Antarktischen Halbinsel. Sie liegt auf der Südostseite der Parker-Halbinsel und ragt in die Gerlache-Straße hinein.
Argentinische Wissenschaftler benannten sie. Der weitere Benennungshintergrund ist nicht überliefert.